# 2-га танкова армія (СРСР)
Дру́га та́нкова а́рмія (2 ТА) — танкова армія у складі Збройних сил СРСР з 15 січня 1943 по 20 листопада 1944. 20 листопада 1944 армія була перетворена на 2-гу гвардійську танкову армію.

## Командування

### Командувачі
- генерал-лейтенант Романенко П. Л. (15 січня — 12 лютого 1943),
- генерал-лейтенант танкових військ Родін О. Г. (12 лютого — 9 вересня 1943),
- генерал-лейтенант танкових військ Богданов С. І. (9 вересня 1943 — 23 липня 1944),
- генерал-майор Радзієвський О. І. (23 липня — 20 листопада 1944);